# Феоктистова, Валентина Александровна
Валентина Александровна Феоктистова (24 октября 1930, Ленинград — 30 октября 2004, Санкт-Петербург) — советский и российский тифлопедагог.

## Биография
- В 1948 году поступает на дефектологический факультет Ленинградского государственного педагогического института им. А. И. Герцена.
- В 1952 году В. А. Феоктистова окончила дефектологический факультет по специальности «тифлопедагогика и история». Ей была присвоена квалификация учителя истории в школе слепых, слабовидящих и в средней школе.
- С 1952 года работает учителем в школе для детей с нарушениями зрения.
- С 1954 года аспирант и ассистент кафедры тифлопедагогики ЛГПИ им А. И. Герцена.
- В 1956 году защищает кандидатскую диссертацию на тему: «Распознание и понимание картин и рисунков учениками 1—3-х классов школы слабовидящих».
- Работая на дефектологическом факультете ЛГПИ им А. И. Герцена, активно занимается общественной деятельностью: председатель профкома факультета, член ВОС (с 1962 г.).
- В. А Феоктистова являлась членом методического совета при Министерстве просвещения СССР, членом Совета по защите диссертаций, руководителем методического объединения кафедры тифлопедагогики.
- С 1979 по 1987 годы — представитель СССР во Всемирном совете слепых, член Всемирной организации по благосостоянию слепых ЮНЕСКО.
- В. А. Феоктистова постоянно выступала на международных конференциях: Антверпен (1979), Прага (1980), Найроби (1982), Париж (1984)[1].
- С 1996 по 2004 годы — Заведующая кафедрой общей и специальной педагогики Института специальной педагогики и психологии им. Р. Валленберга.

## Вклад в развитиетифлопедагогики
В. А. Феоктистова была очень разносторонним учёным. Её привлекал целый спектр проблем, связанных с тифлологией. Она являлась ведущим в нашей стране специалистом по истории тифлопедагогики. В её работах сформулированы основные подходы к изучению истории тифлопедагогики в России, раскрыты этапы становления, обучения и воспитания слепых и слабовидящих. Именно из её работ студенты и специалисты узнают об истории тифлопедагогики в России. Следующим направлением её исследований является дошкольная тифлопедагогика. Её работы касаются воспитания слепых детей дошкольного возраста в семье, особенностей игровой деятельности дошкольников с нарушениями зрения.
В начале 80-х годов В. А. Феоктистова одна из первых в нашей стране приступила к серии социально-психологических исследований общения и межличностных отношений на модели трудовых коллективов производственных предприятий Всероссийского общества слепых. Будучи уже вполне сложившимся и маститым ученым, она с интересом осваивала новую для себя методологию тогда ещё молодой для нашей страны социальной психологии. В. А. Феоктистова одна из первых познакомила дефектологов с мало известными тогда работами В. С. Мерлина по психологическим реакциям поздноослепших, ставшими сегодня для тифлопедагогов классическими. Интерес к невербальным сторонам общения лиц с нарушенным зрением возник у Валентины Александровны давно, в начале 70-х годов прошлого столетия.
В. А. Феоктистова являлась организатором высшего дефектологического образования. Она создала и возглавила кафедру общей и специальной педагогики Института специальной педагогики и психологии им. Р. Валленберга. Под её руководством создан активный творческий коллектив кафедры, созданы интегрированные программы и учебных пособия по преподаванию общей и специальной педагогики, разработаны вариативные стандарты для школ 3—4 видов.
В. А. Феоктистова опубликовала более 100 печатных работ на русском и других языках, в том числе учебные пособия для студентов и методические рекомендации для родителей детей-инвалидов.

## Основные научные труды
- Феоктистова В. А. Очерки истории зарубежной тифлопедагогики и практики обучения слепых и слабовидящих детей. — Л., 1973.
- Феоктистова В. А. Развитие навыков общения у слабовидящих детей /под ред. Л. И. Шипицыной. — СПб., 2005.
- Феоктистова В. А. Семья слепого ребёнка //Школьный вестник. — 2003. — № 1. — С.2-7.
- Воспитание слепых детей дошкольного возраста в семье /науч. ред. доц. В. А. Феоктистова. — М.: Логос, 1993. — 78 с.

## Награды
- Знак «Жителю блокадного Ленинграда»
- Знак «Отличник просвещения СССР»
- Памятная медаль Элен Келлер (1980) (США)
- Диплом рыцаря и Золотой крест Федерации слепых Франции за заслуги в области тифлологии (1984)

## Память
13-15 октября 2010 года в Институте специальной педагогики и психологии (ИСПиП) была проведена IV Международная научно-практическая конференция «Развитие науки и практики образования лиц с нарушением зрения: проблемы и перспективы», посвящённая 80-летию со дня рождения Валентины Александровны Феоктистовой.